# نیکوغایوس تیگرانیان
نیکوغایوس تائئوسی تیگرانیان (ارمنی: Նիկողայոս Թադևոսի Տիգրանյան؛ ۳۱ اوت ۱۸۵۶ – ۱۷ فوریهٔ ۱۹۵۱) آهنگساز، موسیقی‌شناس قومی و نوازنده پیانو اهل ارمنستان بود.

## زندگی‌نامه
وی در ۳۱ اوت ۱۸۵۶ در گیومری به دنیا آمد و از کنسرواتوار سنت پیترزبورگ و دانشگاه موسیقی و هنرهای نمایشی وین فارغ‌التحصیل شد. وی همچنین برندهٔ جوایزی هنرمند مردمی ارمنستان شوروی همچون شده‌است. وی در ۱۷ فوریهٔ ۱۹۵۱ در سن ۹۴ سالگی در ایروان درگذشت.

## نگارخانه

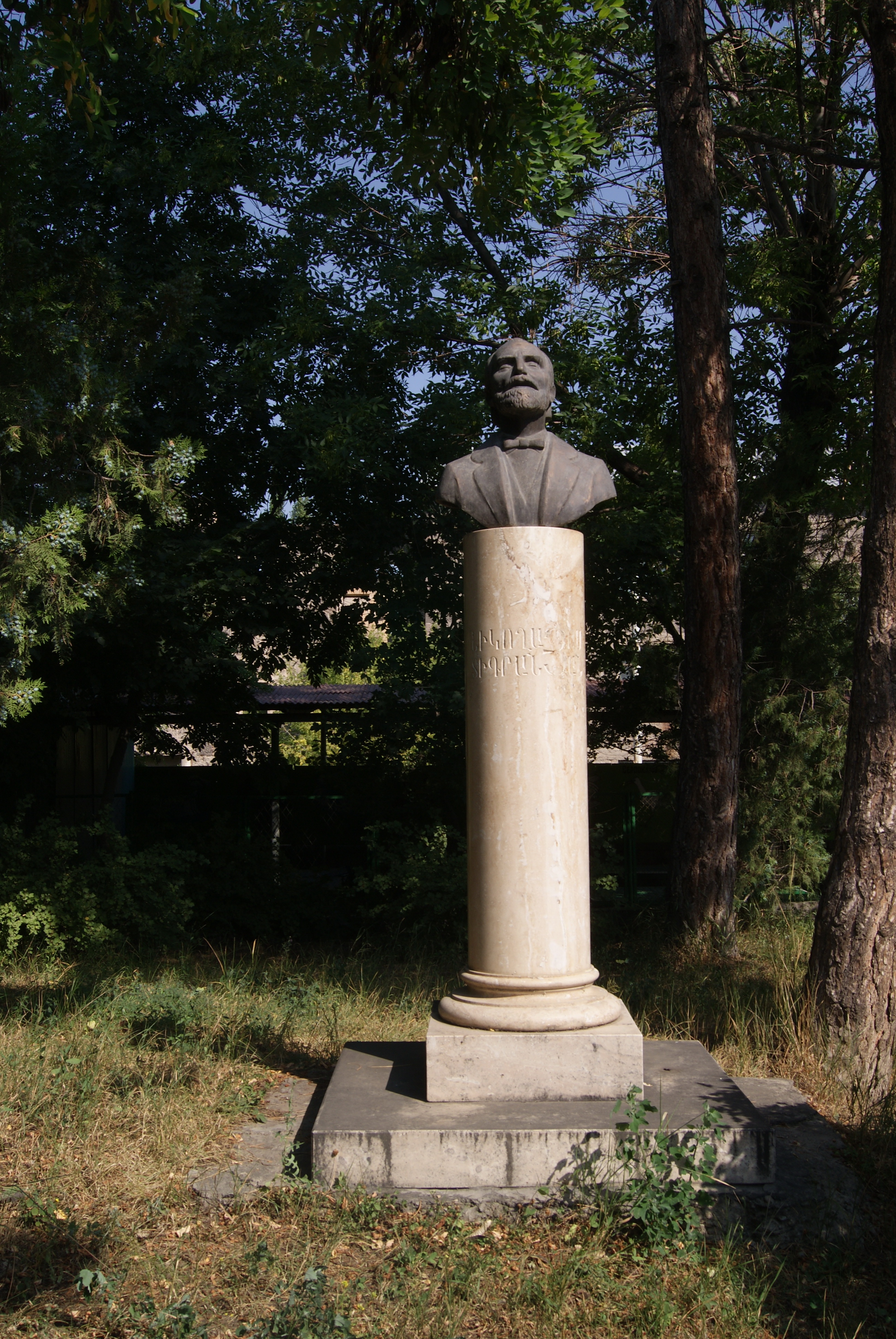
نیم‌تنه تیگرانیان در گیومری